# Памятник Исааку Бабелю
Па́мятник Исаа́ку Ба́белю — памятник писателю Исааку Бабелю, установленный в Одессе. 24 сентября 2024 года Одесский горсовет решил демонтировать памятник.

## Идея создания
Валерий Хаит, автор идеи народной подписки по сбору средств на памятник Бабелю, рассказывал, что идея возведения в Одессе памятника Бабелю пришла к нему в феврале 2007 года, когда, гуляя по Одессе, он увидел только что установленный за счёт государства в конце Александровского бульвара памятник украинскому писателю Ивану Франко. Хаита поразило, что памятник был установлен человеку, который «жил в Одессе совсем недолго и прямого отношения к ней не имеет»; он предположил, что это связано с «укреплением украинской государственности», и что в условиях отсутствия какого-то ясного плана «монументальной пропаганды» памятников многим знаменитым одесситам ожидать не приходится. Валерий Хаит решил бросить вызов всем трудностям и организовать сбор народных средств на сооружение памятника известному одесситу — Исааку Бабелю — «Собрали же когда-то одесситы средства на памятник Пушкину, почему бы не объявить о сборе средств на памятник такому всемирно известному одесскому писателю, как Исаак Бабель? Ведь памятника он заслуживает не менее чем Иван Франко! Тем более в Одессе…».

Вот так инициатором сбора средств на памятник Исааку Бабелю в Одессе в 2007 году стал Всемирный клуб одесситов, вице-президентом которого был Валерий Хаит. Инициативу одесситов поддержала одесская городская администрация.

## Проведение конкурса
Уважаемые господа!
Спасибо за ваше письмо и извините за задержку с ответом: надо было привыкнуть к представленному изображению, не поддаться первому впечатлению.
Я очень благодарна Клубу одесситов за инициативу возведения памятника моему отцу в Одессе. Благодарна и всем, кто способствует проведению этой инициативы в жизнь.
Одесса – родной город Бабеля, город, который он очень любил и в котором мечтал жить в старости. К сожалению этой мечте не удалось сбыться. И вот, много лет спустя, Бабель снова появится в столь любимой им Одессе…
Я понимаю желание скульптора показать разные аспекты жизни писателя, его связь с городом, с детством, с Конной Армией, его восприятие эпохи, всего происходящего и будущего.
Сможет ли новое поколение понять все это, или они просто увидят сутулого, одинокого, грустного человека?
А Бабель ведь был настоящим одесситом — весёлым, жизнерадостным, с искринкой в глазах и с необыкновенным чувством юмора…
Не воспринимайте мои слова, как критику; это просто размышления. Макет мне понравился, а кроме того я абсолютно доверяю профессионализму автора (который очевиден) и его неравнодушию к объекту творчества. Доверяю я также и вашему, господа, мнению…
С наилучшими пожеланиями, Л. Бабель
Был объявлен международный конкурс на лучший проект памятника — городские власти подписали распоряжение «Об организации проведения международного градостроительного конкурса на лучший проект памятника выдающемуся гражданину Одессы — писателю И. Э. Бабелю». Конкурс состоялся, когда была собрана необходимая для премиального фонда сумма (100 тысяч гривен). Было получено 24 проекта от 21 участника. Среди принявших участие в конкурсе были такие мастера, как Михаил Нарузецкий (США), Валерий Могучий (Белоруссия), Иосиф Табачник (Германия), талантливые скульпторы Александр Князик (Одесса) и Пётр Штивельман (Израиль).
Победителем был признан проект, предложенный московским скульптором Георгием Франгуляном. Скульптор увидел своего героя таким: сидящий на ступеньках с блокнотом на коленях, сутулый и близорукий, голова втянута в плечи, с узкой грудью астматика, его «незащищенная спина» (как писал кто-то из его друзей) слегка круглится; Бабель сидит, мучительно размышляя, а «на душе осень». Георгий Франгулян пояснил, что по его мнению время памятников на высоких пьедесталах ушло, поэтому он расположил фигуру героя на уровне зрителей, а также добавил: 

…хочу обратить внимание, что в моем макете рядом с фигурой Бабеля — как бы катящееся колесо. Каждый прочтёт в этом символе то, что почувствует сам. Кто-то увидит в нём колесо тачанки из «Конармии», кто-то услышит стук колёс по булыжной мостовой транспортного средства «Извозопромышленного предприятия Мендель Крик и Сыновья», для кого-то — это будет колесом истории, которое в то жестокое время перемалывало судьбы людей. Кстати, весь комплекс будет стоять на настоящей одесской брусчатке. Это будет рельеф старой бабелевской Одессы, как бы приподнятой из прошлого…
Тогда ещё живая вдова Исаака Бабеля, А. Н. Пирожкова, увидев макет памятника, сказала: «Я счастлива, что дожила до этого дня…». Фотографии макета памятника Бабелю были посланы в США, и дочь Бабеля Лидия Исааковна и внук Андрей также одобрили проект Франгуляна.

## Ход сбора средств на памятник
Скульптор Георгий Франгулян

Архитектор Михаил Рева 

Памятник возведён по инициативе Всемирного клуба одесситов,

при поддержке Одесской мэрии,

на пожертвования граждан Украины и России,

а также Австралии, Германии, Грузии, Израиля,

Италии, Канады, Латвии, Молдовы, Польши, США,

Франции, Чехии, Швеции, Эстонии

В сборе средств приняли участие свыше

двух тысяч одесситов и друзей Одессы

Решающий вклад в сооружение памятника внесли:

О. И. Платонов, Blavatnik Family Fundation,

М. М. Фридман, С. Е. Кулаженко, В. Л. Бондаренко, Л. И. Маркус
Одесский горисполком открыл специальный счёт для сбора средств на который стали поступать пожертвования от одесситов всего мира и просто тех, кто любил творчество Бабеля и не остался равнодушным к объявленной акции. По стечению обстоятельств, первым, кто внёс деньги на сооружение памятника, был Б. Д. Литвак. Затем к сбору средств подключились граждане России, США, Великобритании, Израиля, Германии, Австралии, Швеции, Грузии, Эстонии, Латвии. Филиалы Всемирного клуба одесситов в разных странах начали накапливать средства жертвователей. От жертвователей с Украины поступило более 350 тысяч гривен. Президент одесской фирмы «Пласке» Олег Платонов произвёл предоплату $135 тысяч долларов США (треть от общей суммы стоимости изготовления скульптурной композиции), необходимую для размещения заказа на изготовление скульптуры.
Большую роль в популяризации проекта сооружения памятника и сборе средств сыграли благотворительные концерты, состоявшиеся в Москве, Одессе и Киеве, кроме этого были проведены благотворительные акции в филиалах Всемирного клуба одесситов за пределами Украины, проявлены частные инициативы. На последней стадии сбора средств к ней подключились крупные бизнесмены из США, Москвы и Одессы, что и дало возможность закончить проект в короткие сроки.

## Установка и открытие памятника
24 июня 2008 года Исполком Одесского горсовета принял решение о сооружении в Одессе памятника Бабелю за счёт привлечённых средств. 10 июля 2008 решением Горсовета было узаконено выбранное для памятника место: перед зданием школы № 117 на улице Ришельевской, дом 18, со стороны ул. Жуковского. Пресс-конференция, посвящённая старту практической работы по сооружению памятника была проведена 15 мая 2009 года — символическая дата, так как именно в этот день Бабель был арестован органами НКВД в 1939 году.
Городской совет выделил средства на благоустройство площадки под памятник — 1 миллион 200 тысяч гривен. Параллельно с работами по отливке бронзовой скульптурной композиции шли работы по подготовке площадки к её установке, которые были практически завершены к середине лета 2011 года. Первоначально открытие памятника хотели приурочить ко дню рождения писателя — 13 июля. Но открытие памятника состоялось в дни празднования дня рождения Одессы — 4 сентября 2011 года.
На торжественной церемонии присутствовали автор памятника Георгий Франгулян, дочь писателя Лидия, внук Андрей и правнук Николай, дочь писателя Ильи Ильфа Александра Ильф.

## Демонтаж
24 сентября 2024 года Одесский городской совет принял решение демонтировать данный памятник.